# 上関敏夫
上関 敏夫（かみぜき としお、1915年3月20日 - 2003年8月21日）は、日本の経営者。北海道新聞社社長を務めた。

## 来歴・人物
北海道出身。1946年に北海道庁立釧路中学校を卒業し、同年に北海タイムス社に入社。1942年に統合により、北海道新聞社に転じ、1964年12月に取締役に就任し、1966年に常務を経て、1968年に社長に就任。1979年1月に会長に就任し、1981年には相談役に就任。
1986年11月に勲二等旭日重光章を受章。
2003年8月21日脳梗塞のために死去。88歳没。